# 文森·馬拉瓦爾
文森·馬拉瓦爾（法語：Vincent Maraval，1968年7月—）是法國阿爾比出生的男性電影製片人、法國片商Wild Bunch創辦者之一。

## 經歷
曾擔任《力挽狂瀾》、或《藍色是最溫暖的顏色》等電影的影片製作人。另個人私下喜愛日本導演黑澤明、小津安二郎、或日本動畫室吉卜力工作室相關作品，並讓個人所創建的Wild Bunch公司在法國代理發售多部日本電影。

## 參與電影作品
- 榴槤飄飄（2000年）：執行製作人
- 半熟少年激殺案（2001年）：執行製作人
- 我愛莉莎（2002年）：執行製作人
- 少年維特的成長（2002年）：執行製作人
- 無法無天（2002年）：聯合監製
- 妖姬莎塔（2002年）：影片製作人
- 天旋地幻（2002年）：聯合監製
- 下午五點（2003年）：執行製作人
- 紫蝴蝶（2003年）：執行製作人
- 命運決勝點（2007年）：執行製作人
- 尋找賓拉登（2008年）：執行製作人
- 馬拉度納：庫斯杜力卡球迷日記（2008年）：聯合監製
- 切：39歲的告別信（2008年）：執行製作人
- 力挽狂瀾（2008年）：執行製作人
- 紐約遇到愛（2009年）：執行製作人
- 尋找艾瑞克（2009年）：執行製作人
- 魔島迷蹤（2009年）：聯合監製
- 嗑到荼靡（2009年）：影片製作人
- 多餘的人（2010年）：執行製作人
- 噪反城市（2010年）：執行製作人
- 四點四十四地球上的最後一日（2011年）：影片製作人
- 賭城風雲（2012年）：執行製作人
- 影子舞者（2012年）：執行製作人
- 靈慾告白（2012年）：聯合監製
- 天使威士忌（2012年）：執行製作人
- 往生拯救計畫（2013年）：執行製作人
- 末日浩劫（2013年）：聯合監製
- 血盟風雲（2013年）：執行製作人
- 仇人的情婦（2013年）：執行製作人
- 藍色是最溫暖的顏色（2013年）：影片製作人
- 浮世傷痕（2013年）：執行製作人
- 超级精英（2014年）：聯合監製
- 告別語言（2014年）：影片製作人
- 自由之丘（2014年）：執行製作人
- 性本愛（2015年）：執行製作人
- 桃色兇車（2015年）：副製片人
- 霓虹惡魔（2016年）：影片製作人